# Elgin (Nouveau-Brunswick)
Cet article concerne le village canadien. Pour la localité voisine, voir Paroisse d'Elgin. Pour les autres significations, voir Elgin.
Elgin (appelé quelquefois Elgin Centre) est un DSL du comté d'Albert, au sud-est du Nouveau-Brunswick. Le DSL est enclavé dans la paroisse d'Elgin. Dans le cadre de la réforme de la gouvernance locale du 1er janvier 2023, le DSL a été annexé au nouveau village de Three Rivers.

## Toponyme

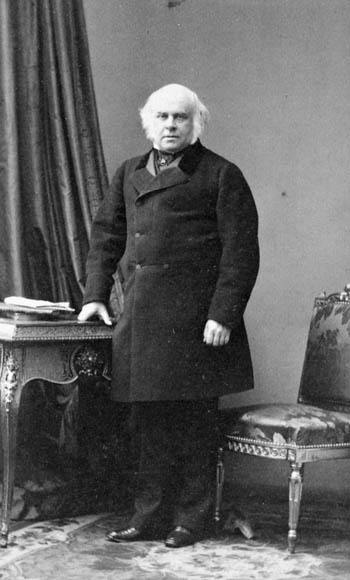
Le comte d'Elgin.

Elgin est nommé ainsi en l'honneur de James Bruce, 8e comte de Elgin, gouverneur général du Canada.

## Géographie

### Logement
L'ensemble de la paroisse d'Elgin comptait 604 logements privés en 2006, dont 438 occupés par des résidents habituels. Parmi ces logements, 97,7 % sont individuels, 0,0 % sont jumelés, 0,0 % sont en rangée, 0,0 % sont des appartements ou duplex et 0,0 % sont des immeubles de moins de cinq étages. 94,3 % des logements sont possédés alors que 5,8 % sont loués. 81,6 % ont été construits avant 1986 et 18,4 % ont besoin de réparations majeures. Les logements comptent en moyenne 6,8 pièces et 0,0 % des logements comptent plus d'une personne habitant par pièce. Les logements possédés ont une valeur moyenne de 79 224 $, comparativement à 119 549 $ pour la province.

## Histoire

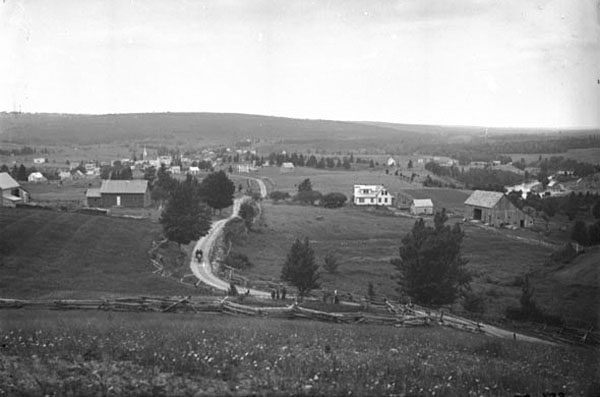
Vue d'Elgin en 1900.

Elgin est situé dans le territoire historique des Micmacs, plus précisément dans le district de Sigenigteoag, qui comprend l'actuel côte Est du Nouveau-Brunswick, jusqu'à la baie de Fundy. La frontière du territoire malécite, situé non loin à l'Ouest, faisait l'objet de combats entre les deux peuples.
Elgin est fondé en 1811 par John Geldart, qui est plus tard rejoint par des colons originaires de Petitcodiac et de la paroisse de Coverdale.
En 1938, un incendie détruit une maison et l'église baptiste, qui était considérée comme l'une des plus belles dans la campagne du Nouveau-Brunswick.

## Chronologie municipale
- 1787: Érection de la paroisse de Salisbury dans le comté de Westmorland.
- 1845: Création du comté d'Albert à partir d'une portion du comté de Westmorland, dont la paroisse de Salisbury.
- 1847: Création de la paroisse d'Elgin à partir d'une portion de la paroisse de Salisbury.
- 1966: La municipalité du comté d'Albert est dissoute. La paroisse d'Elgin devient alors un district de services locaux. Constitution du village d'Elgin dans la paroisse[8],[9].

## Démographie
D'après le recensement de Statistique Canada, il y avait 78 habitants en 2006, comparativement à 220 en 2001, soit une baisse de 64,5 %. Il y a 42 logements privés, dont 34 occupés par des résidents habituels. Le village a une superficie de 4,31 km2 et une densité de population de 18,1 habitants au kilomètre carré.
Le recensement de 2011 indique que la population de Saint-Simon s'élève à 206 habitants et que la densité est de 47,8 habitants au kilomètre carré.
En 2021, le village compte 213 habitants contre 203 en 2016, soit une augmentation de 4,9 %. Sa densité de population est alors portée à 49,7 habitants au kilomètre carré, alors qu'elle s'établit à 47,3 habitants au kilomètre carré en 2016,.

## Économie
Entreprise Fundy, membre du Réseau Entreprise, a la responsabilité du développement économique.
L'économie d'Elgin est basée sur l'agriculture

## Administration

### Comité consultatif
En tant que district de services locaux, Elgin est administré directement par le Ministère des Gouvernements locaux du Nouveau-Brunswick, secondé par un comité consultatif élu composé de cinq membres dont un président.
| Période                                  | Période | Identité | Étiquette | Qualité |
| ---------------------------------------- | ------- | -------- | --------- | ------- |
|                                          |         |          |           |         |
|                                          |         |          |           |         |
|                                          |         |          |           |         |
| Les données manquantes sont à compléter. |         |          |           |         |

### Commission de services régionaux
Elgin fait partie de la Région 7, une commission de services régionaux (CSR) devant commencer officiellement ses activités le 1er janvier 2013. Contrairement aux municipalités, les DSL sont représentés au conseil par un nombre de représentants proportionnel à leur population et leur assiette fiscale. Ces représentants sont élus par les présidents des DSL mais sont nommés par le gouvernement s'il n'y a pas assez de présidents en fonction. Les services obligatoirement offerts par les CSR sont l'aménagement régional, l'aménagement local dans le cas des DSL, la gestion des déchets solides, la planification des mesures d'urgence ainsi que la collaboration en matière de services de police, la planification et le partage des coûts des infrastructures régionales de sport, de loisirs et de culture; d'autres services pourraient s'ajouter à cette liste.

### Représentation et tendances politiques
Nouveau-Brunswick: Elgin fait partie de la circonscription provinciale d'Albert, qui est représentée à l'Assemblée législative du Nouveau-Brunswick par Wayne Steeves, du Parti progressiste-conservateur. Il fut élu en 1999 puis réélu en 2003, en 2006 et en 2010.
 Canada: Elgin fait partie de la circonscription fédérale de Fundy Royal, qui est représentée à la Chambre des communes du Canada par Rob Moore, du Parti conservateur. Il fut élu lors de la 38e élection générale, en 2004, puis réélu en 2006 et en 2008.

## Vivre à Elgin
Elgin possède une caserne de pompiers, un bureau de poste et l'église anglicane All Saints. Le détachement de la Gendarmerie royale du Canada le plus proche est situé à Petitcodiac.
Le quotidien anglophone est Telegraph-Journal, publié à Saint-Jean, et le quotidien francophone est L'Acadie nouvelle, publié à Caraquet.